# Clara Rojas
Clara Leticia Rojas González (Bogotá, 20 de diciembre de 1964) es una abogada colombiana. 
Es la menor de cinco hijos del hogar Rojas González. Estudió en el Colegio Hijas de Cristo Rey de la ciudad de Bogotá y, posteriormente estudió Jurisprudencia en la Universidad del Rosario. 
Fue secuestrada por las Fuerzas Armadas Revolucionarias de Colombia - Ejército del Pueblo (FARC-EP) en el año 2002, junto con la candidata presidencial Íngrid Betancourt, para ese entonces Rojas ejercía como jefa de debate de Betancourt en la campaña y fue nombrada en ausencia por parte de su partido político como fórmula vicepresidencial para las elecciones presidenciales de 2002. Rojas fue liberada el 10 de enero de 2008, durante el tiempo en que estuvo cautiva, quedó embarazada y tuvo un hijo llamado Emmanuel.
Dentro del sector público Clara Rojas ha trabajado en Planeación Nacional y en el Ministerio de Comercio Exterior. También trabajó en el sector privado.[cita requerida]
Una vez fue liberada, escribió su primer libro Cautiva, el cual fue traducido en más de 13 idiomas. En 2010 y 2011, ganó la mención a mejor Biografía y libro latino de Latin American Book Awards, NY. En marzo de 2010 aspiró a las elecciones de senadora por el Partido Liberal en las elecciones legislativas del 14 de marzo de 2010, pero la baja votación obtenida no le permitió alcanzar este objetivo.
Desde el año 2012 estuvo como directora ejecutiva de la Fundación País Libre. A inicios de 2014 dejó la dirección de la Fundación para encabezar la lista por el Partido Liberal, a la Cámara por Bogotá, resultando elegida para el período 2014 - 2018.

## Secuestro y candidatura a vicepresidente
Clara Rojas fue jefe de debate de Íngrid Betancourt, quien aspiraba a la Presidencia de la República por el Partido Verde Oxígeno. El gobierno de Andrés Pastrana declara el final de la Zona de Distensión en el Caguán y el fin de las negociaciones de paz con las FARC-EP y ordena la retoma inmediata del territorio.
El 23 de febrero el presidente viaja a San Vicente del Caguán, sede de las negociaciones.
Betancourt, en campaña presidencial, decide ir igualmente a San Vicente del Caguán, municipio cuyo alcalde pertenecía al Partido Verde Oxígeno. Al serles negada la posibilidad de entrar a la zona en un helicóptero del Ejército Nacional, emprende el viaje por tierra desde Florencia junto con Clara Rojas y algunos periodistas extranjeros. El vehículo en el que viajaban fue detenido por las FARC-EP, quienes liberaron a los acompañantes y secuestraron a Rojas y a Betancourt. Aunque las FARC-EP se ofrecieron a liberarla, como hicieron con las otras tres personas que les acompañaban en el momento de su captura, ella optó por quedarse en solidaridad con Ingrid Betancourt.
Cuando el Consejo Nacional Electoral autorizó en 2002 que los políticos secuestrados pudiesen ser inscritos como candidatos ante las elecciones legislativas y presidenciales de 2002, la dirigencia del Partido Verde Oxígeno inscribió a Íngrid Betancourt como candidata presidencial y a Clara Rojas como su fórmula vicepresidencial, si bien se supo años después que Betancourt nunca estuvo de acuerdo con su nombramiento puesto que durante el secuestro tuvo serias diferencias con Rojas.

### Secuestro político
El secuestro de Íngrid Betancourt y de Clara Rojas, junto con los de Gechem Turbay y otros políticos y oficiales de las fuerzas armadas, fue catalogado de político y fueron denominados canjeables por las FARC-EP, a diferencia de los secuestros extorsivos que practica dicha organización, porque figuraban como rehenes ante un eventual acuerdo humanitario o canje por guerrilleros presos de las FARC-EP.
Durante su detención, dio a luz el 16 de abril de 2004 por cesárea a un niño concebido con un guerrillero de las FARC-EP. Dio pocos detalles sobre él, explicando simplemente que su relación "no fue una violación, ni una aventura amorosa, sólo una aventura de mujeres".

### Situación en cautiverio
Durante su cautiverio su madre Clara González de Rojas buscó por todos los medios lograr la liberación de su hija y se convirtió en símbolo del drama de los familiares de los secuestrados, tanto así que fue elegida como personaje del año 2007 por la revista Semana.

### Operación Emmanuel
En diciembre de 2007 las FARC-EP anunciaron que como acto de desagravio a la senadora Piedad Córdoba y al presidente de Venezuela Hugo Chávez, después de que el gobierno colombiano los apartara de la mediación para el acuerdo humanitario, liberarían a Clara Rojas, a su hijo Emmanuel y a Consuelo González de Perdomo, quien era Representante a la Cámara cuando fue secuestrada en 2001.
El 31 de diciembre de 2007, las FARC-EP anunciaron que la liberación de los tres rehenes era "imposible" momentáneamente debido a las "intensas operaciones militares" llevadas a cabo por el presidente Uribe. El comunicado de las FARC-EP fue leído en la televisión por el presidente Chávez. Al mismo tiempo Chávez anunció que la operación continuaba y que no descartaba la realización de una operación clandestina, pero aclaró que no es lo que desea.
Horas más tarde el presidente Uribe en la ciudad de Villavicencio, denunció que las FARC-EP mentían y que el retraso se debía a que no tenían en su poder al hijo de Clara Rojas como estos afirmaban. Según el presidente Uribe, Emmanuel había sido abandonado por las FARC-EP en San José del Guaviare, donde el Instituto Colombiano de Bienestar Familiar (ICBF) lo ingresó, según dijo, debido a que presentaba signos de desnutrición y algunas enfermedades. El niño, quien había sido registrado por el ICBF supuestamente fue reconocido por las descripción que se había dado del niño sobre un problema en el brazo izquierdo debido a que lo halaron mal al nacer. El agente de la Policía había escapado de manos de las FARC el 28 de abril de 2007, después de ocho años de cautiverio, el ICBF recibió una solicitud del Defensor del Pueblo de San José del Guaviare donde asegura que le estaban reclamando un niño que había sido entregado al ICBF en julio del año 2005, el cual presumiblemente era el hijo de Clara Rojas. Quien había sido trasladado hace dos años a la sede del ICBF en Bogotá Entonces se solicitaron unas pruebas de ADN a los familiares de Clara Rojas, en este caso la madre de Clara Rojas y el hermano aceptaron realizarse la prueba para confirmar si, en realidad, el niño era Emmanuel; tras estudios genéticos realizados se descubre que el niño, efectivamente, era Emmanuel y estaba en poder del gobierno. La familia de Clara Rojas aceptaron los resultados de las pruebas y procedieron a reclamar la custodia del niño, mientras las FARC-EP emitieron un comunicado reconociendo que el niño era Emmanuel. El 10 de enero de 2008 se revelaron los resultados de un análisis posterior efectuado en el laboratorio genético de la Universidad de Santiago de Compostela en España, que corroboró al 100% el primer examen de ADN efectuado por el Instituto de Medicina Legal de Colombia y reconociendo el parentesco del niño con la familia materna de Clara Rojas.

### Liberación
El 9 de enero de 2008 el presidente venezolano Hugo Chávez anunció que le habían sido entregadas las coordenadas del lugar en el cual las FARC-EP entregarían tanto a Clara Rojas como a Consuelo González de Perdomo, esperando así la autorización por parte del gobierno colombiano para llevar a cabo dicha operación. Al día siguiente, 10 de enero, pasadas las 10:00 a. m., helicópteros de la Cruz Roja Internacional aterrizaron en una zona desconocida para el gobierno nacional y con coordenadas secretas en algún lugar del Guaviare, con una comisión internacional de la Cruz Roja en su interior y representantes del gobierno de Hugo Chávez Frías, así como la senadora Piedad Córdoba quienes recibieron a Clara Rojas y se dirigieron hacia Caracas. Fueron recibidas en el Aeropuerto de Santo Domingo del Táchira el 10 de enero de 2008 a las 3:00 p. m. hora colombiana GTM (-5:00), horas más tarde Rojas se reunió con su madre, hermanos y otros. Días después se reencontró con su hijo Emmanuel, que se encontraba a cargo del Instituto Colombiano de Bienestar Familiar.